# Pierre Langlet
Pour les articles homonymes, voir Langlet.
Pierre Langlet, né à Bruxelles, 26 décembre 1848 et mort à Geel le 26 septembre 1890, est un peintre et un dessinateur belge.

## Biographie
Pierre Louis Charles Prosper Langlet, né à Bruxelles le 26 décembre 1848, rue Nuit et Jour, est le fils de Louis Charles Prosper Langlet, peintre décorateur, et de Marie Josèphe Aerts, mariés à Bruxelles le 1er mars 1848.
Il étudie à l'Académie royale des beaux-arts de Bruxelles de 1863 à 1877. Au cours de ses quatorze années d'études, il a comme camarades Léon Herbo, Ernest De Bièvre, Léon De Pape, Louis Cambier, Louis Pion, Charles Van Landuyt, Léon Frédéric, Léon Houyoux et Fernand Khnopff. Langlet s'illustre avec un 2e prix en anatomie (cycle inférieur), puis en 1870-1871 avec une 2e mention honorable en archéologie, et enfin, en 1872-1873 avec un 2e prix en dessin d'expression. En 1872, il réside rue Pépin no 41 à Bruxelles. 
La suite de sa carrière est peu connue et ses œuvres deviennent extrêmement rares. Sa dernière œuvre connue entre aux Musées royaux des Beaux-Arts de Belgique, il s'agit d'une peinture d'une salle du musée de Bruxelles réalisée en 1882. Celle-ci est achetée en 1987, cent et cinq ans après sa réalisation (inventaire 10614).
Pierre Langlet, célibataire, sans profession, domicilié à Uccle, et âgé de 41 ans, meurt à Geel, au domicile de Dominicus Theys, cordonnier, le 26 septembre 1890.

## Expositions et hommages
- Salon de Bruxelles de 1872 : Portrait de M. Joseph De Meyer[2] ;
- Bruxelles, Musées Royaux des Beaux-Arts de Belgique : « Une salle du Musée de Bruxelles », 1882 ;
- Académie royale des Beaux-Arts de Bruxelles. 275 ans d'enseignement (catalogue d'exposition), Bruxelles, 1987 ;
- Dictionnaire des peintres belges du XIVe siècle à nos jours, Bruxelles, 1994.